# SAR-Klasse 91
Die Fahrzeuge der Klasse 91 der South African Railways (SAR) sind Dieselelektrische Lokomotiven für 610-mm-Schmalspur. 1973 und 1974 lieferte General Electric insgesamt 20 Maschinen des Typs UM6B, die die ersten und bis heute einzigen nicht dampfgetriebenen Lokomotiven sind, die von der SAR für diese Spurweite beschafft wurden. 
Die Lokomotiven sind eine Variante des Typs GE U6B, der für Spurweiten ab 914 mm entwickelt worden war, und für den Einsatz auf der noch schmaleren Spur mussten neue Drehgestelle konstruiert werden: Weil die parallel zu den Achsen liegenden Motoren wegen der geringen Spurweite nicht mehr zwischen die Räder passen, sind sie zur Drehgestellmitte verschoben und stehen auf einer Seite aus der Radebene hervor. 
Ein weiterer Unterschied zum Typ U6B ist die kurze „Nase“ vor dem Führerhaus, das damit optisch an die Führerhäuser der größeren Diesellokomotiven der Bahn angeglichen ist. 
Die Lokomotiven gehören zu den weltweit größten und leistungsfähigsten für die 610-mm-Spur. Die Breite von 2564 mm ist mehr als das Vierfache der Spurweite, und mit einer Höhe von 3632 mm überragen die Maschinen sämtliche von ihnen gezogene Waggons (zum Vergleich: eine normalspurige Lokomotive mit diesen Proportionen hätte eine Breite von etwa 5,8 m und eine Höhe von etwa 8,3 m).

## Einsatz

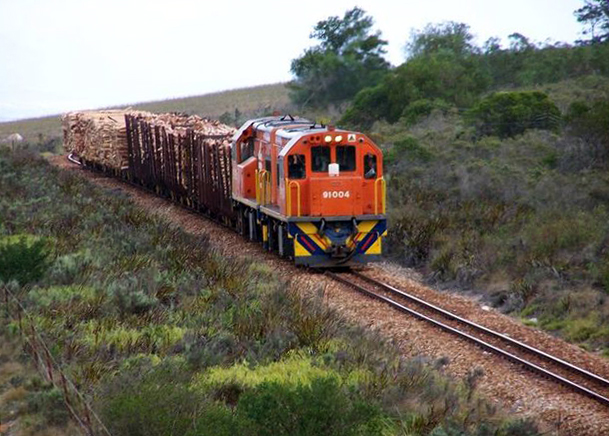
Güterzug mit UM6B Nähe Kruitsfontain im März 2009.

Alle 20 Lokomotiven wurden zunächst in Port Elizabeth stationiert, von wo aus sie auf der Strecke nach Avontuur eingesetzt wurden, insbesondere für Kalksteinzüge zwischen Loerie und dem Bahnhof Chelsea. Sie ersetzten die Dampflokomotiven der Klassen NGG 13 und 16; von denen die meisten auf Schmalspurstrecken in Natal verlegt wurden. In den 1990er Jahren wurden auch zwei Lokomotiven der Klasse 91 an die Alfred County Railway für die Bahnstrecke von Port Shepstone nach Harding in KwaZulu-Natal verleast.
Weil die 610-mm-Netze der SAR nicht miteinander verbunden waren, konnten die Lokomotiven auf kapspurige Drehgestelle gesetzt werden und aus eigener Kraft auf Kapspur-Strecken verkehren. Seit der Schließung des letzten 610-mm-Strecke in Natal ist dies jedoch nicht mehr notwendig.
Die Lokomotiven werden meist in Mehrfachtraktion eingesetzt; drei Lokomotiven vor einem Güterzug sind nicht ungewöhnlich.

## Verbleib
Lokomotive 91-014 ist nach einer Entgleisung einen Hang hinabgestürzt und dabei vollständig zerstört worden. 91-009 ist nach einer Entgleisung umgestürzt und ebenfalls schwer beschädigt worden. Weil wegen des gesunkenen Verkehrsaufkommens ausreichend Lokomotiven vorhanden sind, wurde sie bisher nicht repariert. Die verbleibenden Lokomotiven sind in einem Depot in der Nähe des Bahnhofs Humewood in Port Elisabeth stationiert. 